# Александр, Лесли (раввин)
Лесли Александр (англ. Leslie Alexander) — первая женщина-раввин крупной консервативной синагоги в США (с 1986 года), а также в синагоге Адат Ари Эль в Северном Голливуде. Она была выбрана из шести кандидатов, пять из которых — мужчины. Александр была возведена в сан в 1983 году Реформистской семинарией Еврейского юнион-колледжа — Еврейского института религии после обучения в Университете иудаизма Консервативного движения в Лос-Анджелесе; консервативный иудаизм в то время не рукополагал женщин. Она хотела стать раввином с 17 лет, и родители поощряли её амбиции. Её первой серьёзной работой после рукоположения стала должность директора по работе с взрослыми и общественному образованию в еврейских общинных центрах в Сан-Диего, где она также познакомилась со своим мужем, доктором Кеннетом Атчисоном. После замужества она сохранила свою девичью фамилию, потому что большая часть её семьи погибла во время Холокоста, и, будучи единственным ребенком, она не хотела, чтобы имя её рода закончилось на ней.
Сейчас Лесли Александр является общественным капелланом Кремниевой долины, входит в состав двух комитетов по этике в местных больницах, а также работает в Совете по борьбе с жестоким обращением с детьми округа Санта-Клара.